# Chris Cook (Skilangläufer)
Chris Cook (* 15. Juni 1980) ist ein ehemaliger US-amerikanischer Skilangläufer. Er trat zwischen 2000 und 2011 zu internationalen Wettbewerben an. Dabei erzielte er mit dem elften Platz im Staffelrennen von Davos der Saison 2006/07 sowie dem zwölften Rang im Sprint von Vernon in der Saison 2005/06 seine besten Ergebnisse im Skilanglauf-Weltcup, in dem er zwischen 2001 und 2010 antrat. In der Saison 2009/10 gewann er mit sechs dritten und einem zweiten Platz die Gesamtwertung der US Super Tour.
Cook nahm an den Olympischen Winterspielen 2006 teil. Dort erreichte er den 13. Platz im Teamsprint sowie den 21. Platz im Sprint. Zudem trat er zu den Nordischen Skiweltmeisterschaften 2007 in Sapporo und 2009 in Liberec an. Seine besten Resultate waren Platz zwölf im Staffelrennen von 2009 und ein 31. Rang im Sprintrennen von 2007.